# Vegaea pungens
Vegaea pungens är en viveväxtart som beskrevs av Ignatz Urban. Vegaea pungens ingår i släktet Vegaea och familjen viveväxter. Inga underarter finns listade i Catalogue of Life.